# 君に叱られた
『君に叱られた』（きみにしかられた）は、日本の女性アイドルグループ乃木坂46の楽曲。2021年9月22日に乃木坂46の28作目のシングルとしてN46Div.から発売された。秋元康が作詞、youth caseが作曲した。楽曲のセンターポジションは賀喜遥香が初めて務めた。

## 背景とリリース
CDシングルとしては前作「ごめんねFingers crossed」から約3か月ぶりのリリースとなる。Blu-ray付属のType-A・B・C・D、CDのみの通常盤の5形態での発売。初回仕様限定盤のType-AからType-Dには「全国イベント参加券 or スペシャルプレゼント応募券」および生写真1枚が封入されている。
表題曲はセンターを務めた賀喜遥香がレギュラー出演しているTOKYO FM系『SCHOOL OF LOCK!』内『乃木坂LOCKS!』8月26日放送回で初オンエアされた。テレビ初披露は2021年8月28日放送の『FNSラフ&ミュージック〜歌と笑いの祭典〜第1夜』（フジテレビ）。
前作「ごめんねFingers crossed」に引き続きシングルとしては4度目のノンタイアップシングルとなった。乃木坂46の歴史の中で、ノンタイアップシングルが2作続けて発売されたのは、2024年現在唯一である。

## アートワーク
| Type-A 表 | 賀喜遥香・齋藤飛鳥・与田祐希                         |
| Type-B 表 | 生田絵梨花・遠藤さくら・星野みなみ・山下美月         |
| Type-C 表 | 秋元真夏・梅澤美波・久保史緒里・高山一実・筒井あやめ |
| Type-D 表 | 岩本蓮加・新内眞衣・清宮レイ・田村真佑・早川聖来     |
| 通常盤 表 | 掛橋沙耶香・北野日奈子・鈴木絢音・樋口日奈           |

7月下旬に都内のスタジオで撮影された。

## チャート成績
- オリコンチャート
  - 初週53万5794枚を売り上げ、2021年10月4日付の「オリコン週間シングルランキング」で初登場1位を獲得した。これで同ランキング1位獲得は27作連続通算27作目となった[2][13]。
  - 週間54万9205ptを獲得し、2021年10月4日付の「オリコン週間合算シングルランキング」で1位を獲得した[14]。
  - 期間内53万5794枚を売り上げ、2021年9月度の「オリコン月間シングルランキング」で1位を獲得した[5]。
  - 期間内61万6628枚を売り上げ、2021年度の「オリコン年間シングルランキング」で7位を獲得した[6]。
- Billboard JAPAN
  - 初週65万8176枚を売り上げ、2021年9月29日公開の「Billboard JAPAN Top Singles Sales」で初登場1位を獲得した[3][15]。
  - 週間1万7163ptを獲得し、2021年9月29公開の「Billboard Japan Hot 100」で表題曲「君に叱られた」が1位を獲得した[4][16]。
  - 期間内75万9668枚を売り上げ、2021年度の「Billboard Japan Top Singles Sales Year End」で5位を獲得した[7][17]。

## ミュージック・ビデオ
君に叱られた
監督：横堀光範、振付：CRE8BOY
7月上旬に都内のスタジオ及び神奈川県横浜市、静岡県浜松市で撮影された。とある映画祭のアシスタントを務める遠藤さくらは、贈り物になるはずの“ガラスの靴”を忘れてしまい、一緒に住んでいる賀喜遥香に届けてくれるよう依頼をし、現場に届けようとする賀喜の奮闘がストーリー仕立てで描かれるミュージック・ビデオとなっている。映画祭のシーンにおいては、今年度の新人女優賞を受賞する齋藤飛鳥、昨年度受賞者の山下美月、そのマネージャーの与田祐希、映画祭を取り仕切る梅澤美波などメンバーがさまざまな役柄を演じており、映像には声は入っていないもののセリフが用意され、全員が演技をしながら撮影が行われた。
マシンガンレイン
監督：今原電気
8月上旬に千葉県幕張のホテルで、光の3原色（赤、青、緑）をコンセプトに撮影された。メンバーは、赤チーム・青チーム・緑チームの3チームに分かれながら、3チームが合体するダンスシーンでは光と同様な白色の衣装に変化、光と色に拘って制作されている。
もしも心が透明なら
監督：大久保拓朗、振付：LICO
7月下旬に長野県松本市で撮影された。ミュージック・ビデオは映像は全編にわたってほぼダンスで構成されており、メンバーは終日踊り続けたそうだが、その撮影時に、誰も見たことのないような「ローラーブレード」を履いたカメラマンが、メンバーの周りを回りながら繰り返し撮影が行なわれた。水をかぶるシーンがある梅澤と中村は、光の関係で午前中に撮影。それぞれ3リットルほどの水を浴びてびしょ濡れになり、次の撮影に向けてヘアメイクを全てやり直したという。
私の色
監督：頃安祐良
7月下旬に東京都立川市の結婚式場で撮影された。友人の結婚披露宴に出席する高山一実の姿を通して、気遣いあふれる本人の優しさや人間性を表現したMusic Videoとなっている。映像の所々にインサートされた写真は「真夏の全国ツアー2021」開催中に本人が撮影した写真が使用されている。
泥だらけ
監督：林希
8月上旬に千葉県内で撮影された。人生があまり上手くいっていない者たちが、バンドをしている時だけ人生の楽しさを感じるというコンセプトをもとに制作。ドラマのようなイメージシーンは、実際に声は入ってないものの、ちゃんとセリフが決まっていて、メンバー全員役柄を演じている。撮影場所となった廃工場にエアコンなどは無く、気温30度を超える中での撮影となった。

## シングル収録トラック

### Type-A
| #         | タイトル                               | 作詞      | 作曲       | 編曲           | 時間  |
| --------- | -------------------------------------- | --------- | ---------- | -------------- | ----- |
| 1.        | 「君に叱られた」                       | 秋元康    | youth case | 石塚知生       | 4:24  |
| 2.        | 「やさしいだけなら」                   | 秋元康    | 平賀伸明   | 野中“まさ”雄一 | 4:07  |
| 3.        | 「マシンガンレイン」(アンダーメンバー) | 秋元康    | CottON     | CottON         | 4:09  |
| 4.        | 「君に叱られた -off vocal ver.-」      |           | youth case | 石塚知生       | 4:24  |
| 5.        | 「やさしいだけなら -off vocal ver.-」  |           | 平賀伸明   | 野中“まさ”雄一 | 4:07  |
| 6.        | 「マシンガンレイン -off vocal ver.-」  |           | CottON     | CottON         | 4:08  |
| 合計時間: | 合計時間:                              | 合計時間: | 合計時間:  | 合計時間:      | 25:19 |

| #  | タイトル                                                 | 作詞 | 作曲・編曲 | 監督     | 時間 |
| -- | -------------------------------------------------------- | ---- | ---------- | -------- | ---- |
| 1. | 「君に叱られた -music video-」                           |      |            | 横堀光範 | 5:15 |
| 2. | 「マシンガンレイン -music video-」                       |      |            | 今原電気 | 4:19 |
| 3. | 「Documentary of Ranze Terada 〜寺田蘭世から皆さまへ〜」 |      |            |          |      |

### Type-B
| #         | タイトル                                | 作詞      | 作曲       | 編曲                          | 時間  |
| --------- | --------------------------------------- | --------- | ---------- | ----------------------------- | ----- |
| 1.        | 「君に叱られた」                        | 秋元康    | youth case | 石塚知生                      | 4:24  |
| 2.        | 「やさしいだけなら」                    | 秋元康    | 平賀伸明   | 野中“まさ”雄一                | 4:07  |
| 3.        | 「もしも心が透明なら」                  | 秋元康    | 山本加津彦 | 千葉"naotyu-"直樹、山本加津彦 | 4:33  |
| 4.        | 「君に叱られた -off vocal ver.-」       |           | youth case | 石塚知生                      | 4:24  |
| 5.        | 「やさしいだけなら -off vocal ver.-」   |           | 平賀伸明   | 野中“まさ”雄一                | 4:07  |
| 6.        | 「もしも心が透明なら -off vocal ver.-」 |           | 山本加津彦 | 千葉"naotyu-"直樹、山本加津彦 | 4:32  |
| 合計時間: | 合計時間:                               | 合計時間: | 合計時間:  | 合計時間:                     | 26:07 |

| #  | タイトル                                              | 作詞 | 作曲・編曲 | 監督       | 時間 |
| -- | ----------------------------------------------------- | ---- | ---------- | ---------- | ---- |
| 1. | 「君に叱られた -music video-」                        |      |            | 横堀光範   | 5:15 |
| 2. | 「もしも心が透明なら -music video-」                  |      |            | 大久保拓朗 | 4:57 |
| 3. | 「Documentary of Momoko Ozono 〜1行を足すとしたら〜」 |      |            |            |      |

### Type-C
| #         | タイトル                              | 作詞      | 作曲       | 編曲           | 時間  |
| --------- | ------------------------------------- | --------- | ---------- | -------------- | ----- |
| 1.        | 「君に叱られた」                      | 秋元康    | youth case | 石塚知生       | 4:24  |
| 2.        | 「やさしいだけなら」                  | 秋元康    | 平賀伸明   | 野中“まさ”雄一 | 4:07  |
| 3.        | 「私の色」                            | 秋元康    | YSU        | YSU            | 4:58  |
| 4.        | 「君に叱られた -off vocal ver.-」     |           | youth case | 石塚知生       | 4:24  |
| 5.        | 「やさしいだけなら -off vocal ver.-」 |           | 平賀伸明   | 野中“まさ”雄一 | 4:07  |
| 6.        | 「私の色 -off vocal ver.-」           |           | YSU        | YSU            | 4:57  |
| 合計時間: | 合計時間:                             | 合計時間: | 合計時間:  | 合計時間:      | 26:57 |

| #  | タイトル                                              | 作詞 | 作曲・編曲 | 監督     | 時間 |
| -- | ----------------------------------------------------- | ---- | ---------- | -------- | ---- |
| 1. | 「君に叱られた -music video-」                        |      |            | 横堀光範 | 5:15 |
| 2. | 「私の色 -music video-」                              |      |            | 頃安祐良 | 6:32 |
| 3. | 「Documentary of Kazumi Takayama 〜卒業したあとも〜」 |      |            |          |      |

### Type-D
| #         | タイトル                              | 作詞      | 作曲       | 編曲           | 時間  |
| --------- | ------------------------------------- | --------- | ---------- | -------------- | ----- |
| 1.        | 「君に叱られた」                      | 秋元康    | youth case | 石塚知生       | 4:24  |
| 2.        | 「やさしいだけなら」                  | 秋元康    | 平賀伸明   | 野中“まさ”雄一 | 4:07  |
| 3.        | 「泥だらけ」                          | 秋元康    | CottON     | CottON         | 3:44  |
| 4.        | 「君に叱られた -off vocal ver.-」     |           | youth case | 石塚知生       | 4:24  |
| 5.        | 「やさしいだけなら -off vocal ver.-」 |           | 平賀伸明   | 野中“まさ”雄一 | 4:07  |
| 6.        | 「泥だらけ -off vocal ver.-」         |           | CottON     | CottON         | 3:43  |
| 合計時間: | 合計時間:                             | 合計時間: | 合計時間:  | 合計時間:      | 24:29 |

| #  | タイトル                       | 作詞 | 作曲・編曲 | 監督     | 時間 |
| -- | ------------------------------ | ---- | ---------- | -------- | ---- |
| 1. | 「君に叱られた -music video-」 |      |            | 横堀光範 | 5:15 |
| 2. | 「泥だらけ -music video-」     |      |            | 林希     | 5:46 |
| 3. | 「Making of 28th Single」      |      |            |          |      |

### 通常盤
| #         | タイトル                              | 作詞      | 作曲       | 編曲           | 時間  |
| --------- | ------------------------------------- | --------- | ---------- | -------------- | ----- |
| 1.        | 「君に叱られた」                      | 秋元康    | youth case | 石塚知生       | 4:24  |
| 2.        | 「やさしいだけなら」                  | 秋元康    | 平賀伸明   | 野中“まさ”雄一 | 4:07  |
| 3.        | 「他人のそら似」                      | 秋元康    | youth case | 佐々木博史     | 4:43  |
| 4.        | 「君に叱られた -off vocal ver.-」     |           | youth case | 石塚知生       | 4:24  |
| 5.        | 「やさしいだけなら -off vocal ver.-」 |           | 平賀伸明   | 野中“まさ”雄一 | 4:07  |
| 6.        | 「他人のそら似 -off vocal ver.-」     |           | youth case | 佐々木博史     | 4:42  |
| 合計時間: | 合計時間:                             | 合計時間: | 合計時間:  | 合計時間:      | 26:27 |

## 歌唱メンバー

### 君に叱られた
（センター：賀喜遥香）
- 3列目：樋口日奈、早川聖来、清宮レイ、北野日奈子、岩本蓮加、鈴木絢音、田村真佑、新内眞衣、掛橋沙耶香
- 2列目：筒井あやめ、梅澤美波、星野みなみ、高山一実、生田絵梨花、久保史緒里、秋元真夏
- 1列目：遠藤さくら、与田祐希、賀喜遥香、齋藤飛鳥、山下美月

賀喜遥香が初めて表題曲センターを務める。選抜メンバーは前作より1人多い21人で、福神は前作と同じ12人（十二福神）であり、前作の選抜メンバーからは、本作発売前に卒業した松村沙友理と大園桃子を除く全メンバーが今作でも選抜入りしている。4期生の掛橋沙耶香が初の選抜入りとなった他、鈴木絢音は「Sing Out!」以来5作ぶり、北野日奈子は「しあわせの保護色」以来3作ぶりの選抜復帰となった。筒井あやめは「夜明けまで強がらなくてもいい」以来4作ぶりの福神復帰となった。今作を以てグループを卒業した高山一実は配信限定シングルを含む全シングルで選抜入りとなり、最後の選抜となった。また、生田絵梨花は2021年12月、新内眞衣と星野みなみは2022年2月にグループを卒業、北野日奈子は2022年4月にグループを卒業することに伴い29thシングルの表題曲・アンダー曲への不参加を発表したため、この4人も最後のCDシングルの選抜となった。また、賀喜にソロパートが与えられているが、表題曲にソロパートが与えられているのは前々作の「僕は僕を好きになる」以来二作ぶりで、賀喜にソロパートが与えられたのは表題曲では初めてである。

### やさしいだけなら
- 生田絵梨花、賀喜遥香、久保史緒里[9]

### マシンガンレイン
（センター：寺田蘭世）
- 伊藤理々杏、金川紗耶、北川悠理、黒見明香、阪口珠美、佐藤楓、佐藤璃果、柴田柚菜、寺田蘭世、中村麗乃、林瑠奈、松尾美佑、向井葉月、矢久保美緒、山崎怜奈、弓木奈於、吉田綾乃クリスティー、和田まあや

アンダーメンバーによる楽曲。4期生は初のアンダーメンバー入りとなる。センターを務める2期生の寺田蘭世は今作の活動をもってグループを卒業するため、最後のアンダー楽曲参加となる。フロントは寺田蘭世、中村麗乃、柴田柚菜が務める。

### もしも心が透明なら
- 梅澤美波、中村麗乃、早川聖来、松尾美佑[9]

### 私の色
- 高山一実

今作の活動をもって卒業した高山のソロ曲。

### 泥だらけ
- 遠藤さくら、久保史緒里、齋藤飛鳥、筒井あやめ、山下美月、和田まあや[9][40]

### 他人のそら似
- 秋元真夏、生田絵梨花、伊藤理々杏、岩本蓮加、梅澤美波、遠藤さくら、賀喜遥香、掛橋沙耶香、金川紗耶、北川悠理、北野日奈子、久保史緒里、黒見明香、齋藤飛鳥、阪口珠美、佐藤楓、佐藤璃果、柴田柚菜、新内眞衣、鈴木絢音、清宮レイ、高山一実、田村真佑、筒井あやめ、寺田蘭世、中村麗乃、早川聖来、林瑠奈、樋口日奈、星野みなみ、松尾美佑、向井葉月、矢久保美緒、山崎怜奈、山下美月、弓木奈於、吉田綾乃クリスティー、与田祐希、和田まあや

全メンバーによる楽曲。乃木坂46の結成10周年を記念して制作され、1stシングル「ぐるぐるカーテン」から27thシングル「ごめんねFingers crossed」までの全曲の特徴ある振付をダンスに取り入れている。8月21日にマリンメッセ福岡で開催され「結成10周年記念公演」として行われた「真夏の全国ツアー2021」福岡公演DAY1で初披露された。